# Mare Imbrium

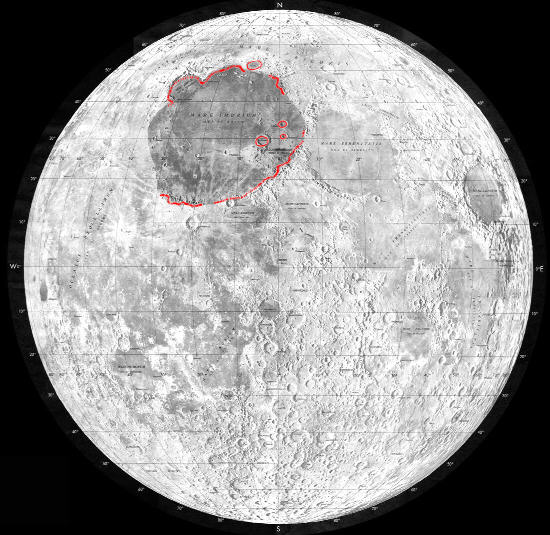
Poloha Mare Imbrium na přivrácené straně Měsíce.

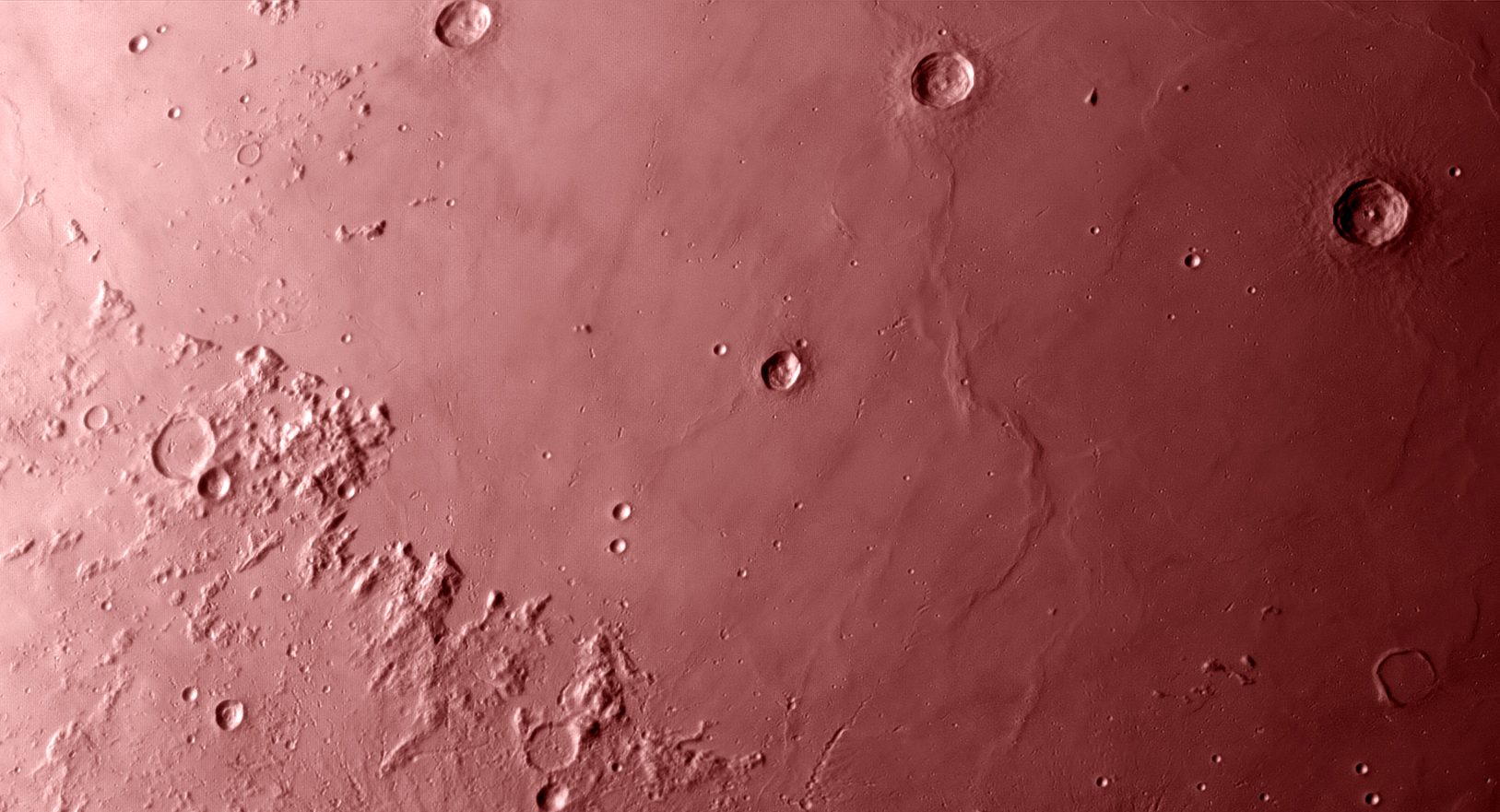
Mare Imbrium.

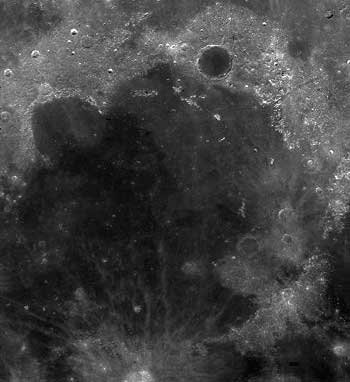
Mare Imbrium.

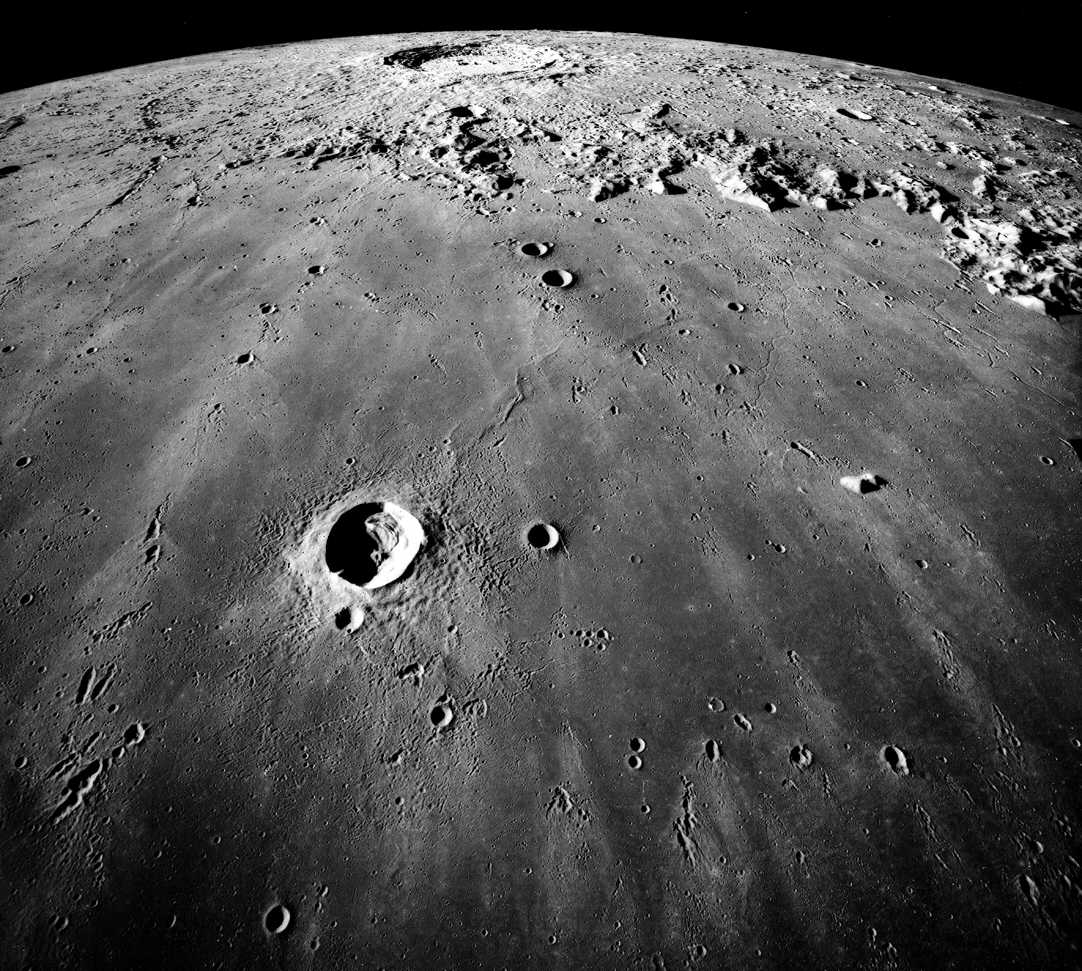
Jižní oblast Mare Imbrium vyfotografovaná misí Apollo 17 (jih je nahoře fotografie). Kráter v popředí je Pytheas, velký kráter poblíž horizontu je kráter Koperník. Pohoří ležící před ním je Montes Carpatus (Karpaty).

Mare Imbrium (česky Moře dešťů) je po oblasti Oceanus Procellarum druhé největší měsíční moře a současně největší měsíční kotlina. Jedná se tak vlastně o jeden z největších známých impaktních kráterů ve Sluneční soustavě.

## Charakteristika
Rozkládá se na přivrácené straně Měsíce. Má přibližně kruhový tvar s průměrem 1 160 km a je pozůstatkem po obřím impaktu před asi 3,9 miliardy roků. Při impaktu vznikla pánev Imbrium, kterou obklopují nejméně dva soustředné prstence valů s průměrem 670 a 1160 km. Impaktní pánev později vyplnila čedičová láva, čímž vzniklo samotné Moře dešťů. Mare Imbrium se nachází severovýchodně od středu měsíčního disku, jeho selenografické souřadnice středu jsou 34,7° S, 14,9° Z. Jeho plocha je cca 830 000 km². V této oblasti se nachází jeden z měsíčních masconů.
Centrální a severní část moře je chudá na větší krátery, zato ve východní části leží poblíž sebe trojice výrazných kráterů Autolycus, Archimedes a Aristillus. Na severním okraji lze nalézt velký tmavý kráter Plato. Obvod Mare Imbrium tvoří pohoří Montes Carpatus (na jihu), Montes Apenninus (jihovýchod), Montes Caucasus (východ), Montes Alpes (severovýchod). Na jihozápadě hraničí Mare Imbrium s Oceánem bouří (Oceanus Procellarum). Severozápadní část vyplňuje Sinus Iridum (Záliv duhy). Trosky vnitřního valu kotliny tvoří pohoří Montes Teneriffe, Montes Recti, Montes Spitzbergen a hora Mons Pico.

## Expedice
Do oblasti Mare Imbrium poblíž kráteru Autolycus dopadla 13. září 1959 sovětská kosmická sonda Luna 2 (první sonda vyrobená člověkem, která dosáhla povrchu Měsíce) a na okraji Mare Imbrium na úpatí měsíčního pohoří Montes Apenninus (Apeniny) v blízkosti brázdy Rima Hadley 30. července 1971 přistála americká expedice Apollo 15. V sobotu 14. prosince 2013 přistál v severozápadní části Mare Imbrium jižně od kráteru Laplace F na souřadnicích 19,51° S, 44,12° Z čínský modul mise Čchang-e s vozítkem Nefritový králík.

## Mare Imbrium v kultuře
- Moře dešťů je zmíněno ve vědeckofantastických románech britského spisovatele Arthura C. Clarka Měsíční prach [10] a 3001: Poslední vesmírná odysea. Také se objevuje v autorově povídce Dovolená na Měsíci.

|  | Povrchové útvary v oblasti Mare Imbrium: A – Sinus Iridum (Záliv duhy) B – Montes Jura (Jura) C – kráter Plato D – Montes Alpes (Alpy) E – kráter Aristillus F – kráter Autolycus G – kráter Archimedes H – Palus Putredinis (Bažina hniloby) I – Rima Hadley J – místo přistání Apolla 15 K – Montes Apenninus (Apeniny) L – kráter Eratosthenes M – Montes Carpatus (Karpaty) N – kráter Koperník O – Montes Caucasus (Kavkaz) |